# Daniela Carrasco
Daniela Carrasco (Xile, 1983 - 2019) més coneguda com a La mimo, fou una mim xilena, coneguda per actuar als carrers de la capital. Arran de les protestes a Xile del 2019, va ser detinguda pels carabiners i posteriorment va aparéixer morta, amb senyals d'haver estat violada, penjada en una reixa al sud de la ciutat.